# Burano
Burano, venetisch Buran, ist mit einer Fläche von mehr als 21 ha eine der größeren und mit über 2700 Einwohnern eine der am dichtesten besiedelten Inseln in der Lagune von Venedig. Burano liegt nordöstlich des historischen Zentrums von Venedig. Eigentlich handelt es sich um eine Gruppe von vier, früher fünf nahe beisammenliegenden und durch acht Brücken verbundenen Inseln.

## Geographie

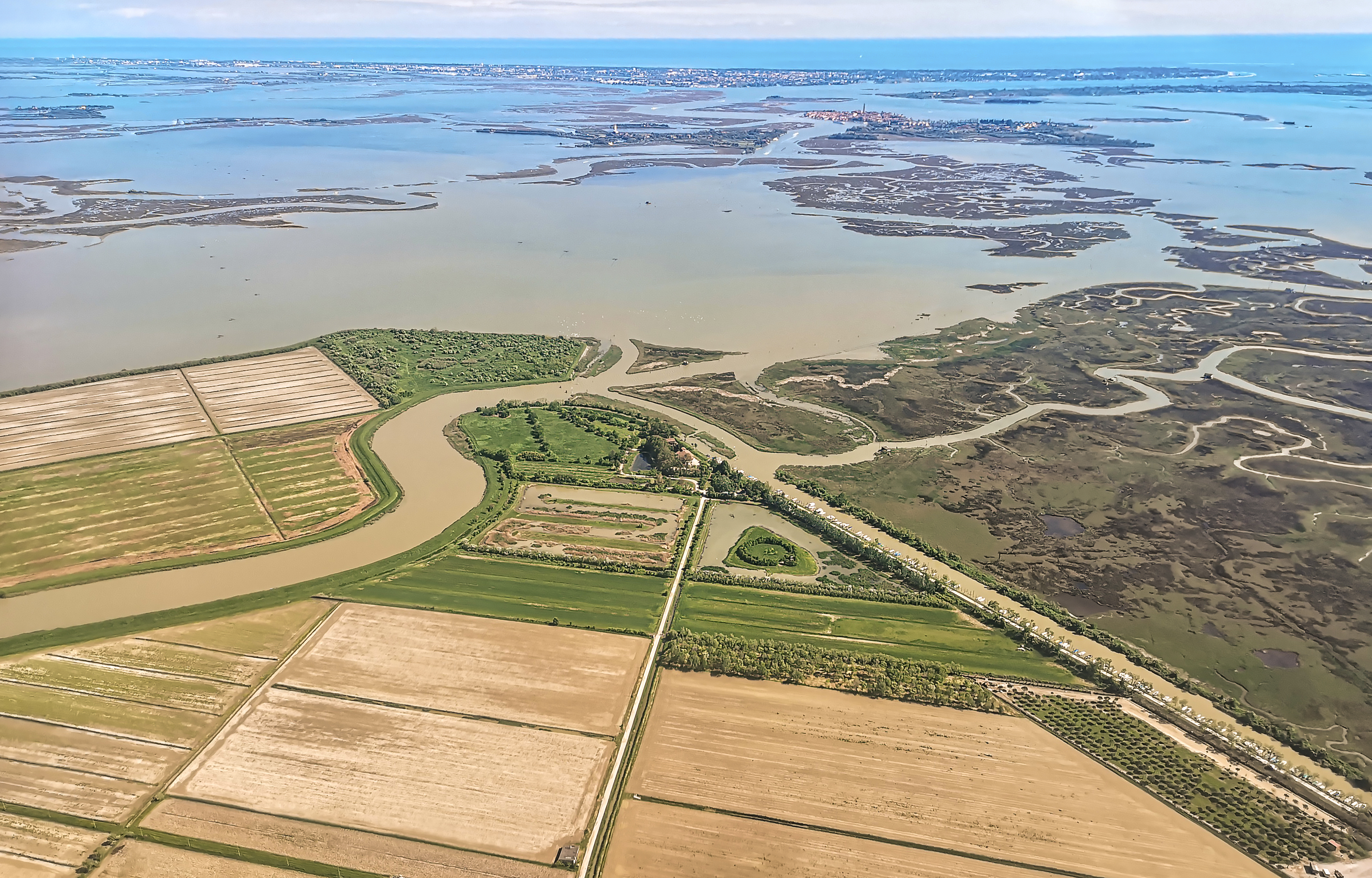
Burano und Torcello (links) mit Mündung des Flusses Dese in die Lagune von Venedig (2019)

Burano ist 670 Meter lang und maximal 450 Meter breit. Die Insel umfasst eine Fläche von 21,1 Hektar, genauer 210.766 Quadratmeter. Burano besteht aus vier Einzelinseln, die durch die drei meist nur 10 Meter breiten Kanäle Rio Pontinello (Westen, mit vier Brücken), Rio Zuecca (Süden, zwei Brücken) und Rio Terranova (Osten, zwei Brücken) voneinander getrennt und durch Brücken miteinander verbunden sind. Ursprünglich waren es fünf Inseln, die durch einen weiteren Kanal, den Rio Terà del Pizzo, voneinander getrennt waren. Dieser wurde jedoch zugeschüttet und bildet heute die Via Baldassare Galuppi auf der (Teil-)Insel San Martino, die sich vor der Kirche San Martino zur Piazza Baldassare Galuppi weitet.
Ähnlich wie die Altstadt von Venedig ist auch Burano traditionell in Sestieri gegliedert, und zwar in fünf (das sechste Sestiere von Burano wird von der Nachbarinsel Mazzorbo gebildet). Diese entsprechen den fünf ursprünglichen Inseln:
| \| Sestiere \| Fläche 1 ha \| Bevöl kerung \| Dichte 2 \| \| \| -------------------- \| ----------- \| ------------ \| -------- \| \| \| San Mauro \| 6,8 \| 818 \| 12.029 \| \| \| Giudecca 3 \| 2,5 \| 255 \| 10.200 \| \| \| San Martino Sinistra \| 4,4 \| 586 \| 13.318 \| \| \| San Martino Destra \| 5,1 \| 759 \| 14.882 \| \| \| Terranova \| 2,3 \| 359 \| 15.609 \| \| \| Burano (Insel) \| 21,1 \| 2777 \| 13.176 \| \| \| Mazzorbo 4 \| 22,7 \| 329 \| 1.449 \| \| |             |              |          |  |
| Sestiere | Fläche 1 ha | Bevöl kerung | Dichte 2 |  |
| San Mauro | 6,8         | 818          | 12.029   |  |
| Giudecca 3 | 2,5         | 255          | 10.200   |  |
| San Martino Sinistra | 4,4         | 586          | 13.318   |  |
| San Martino Destra | 5,1         | 759          | 14.882   |  |
| Terranova | 2,3         | 359          | 15.609   |  |
| Burano (Insel) | 21,1        | 2777         | 13.176   |  |
| Mazzorbo 4 | 22,7        | 329          | 1.449    |  |

Seit der Zufüllung des Kanals rio Terà del Pizzo (heute die via Baldassare Galuppi) bilden die Sestieri San Martino Sinistra und San Martino Destra eine Insel, San Martino.
2010 lebten auf Burano 2.762 Einwohner. Zur Volkszählung 2001 wurden noch 3.267 Einwohner nachgewiesen, alle im gleichnamigen Hauptort.
Mit rechnerisch über 13.000 Einwohnern pro km² hat Burano eine sehr hohe Bevölkerungsdichte, eine vielfach höhere Dichte als die 50 Meter westlich gelegene Nachbarinsel Mazzorbo, mit der Burano über eine 60 Meter lange Holzbrücke verbunden ist. Burano ist fast vollständig bebaut, mit nur wenigen kleinen Grünflächen. Gut 150 Meter weiter nördlich liegt jenseits des Canale di Burano die Insel Torcello.

## Geschichte

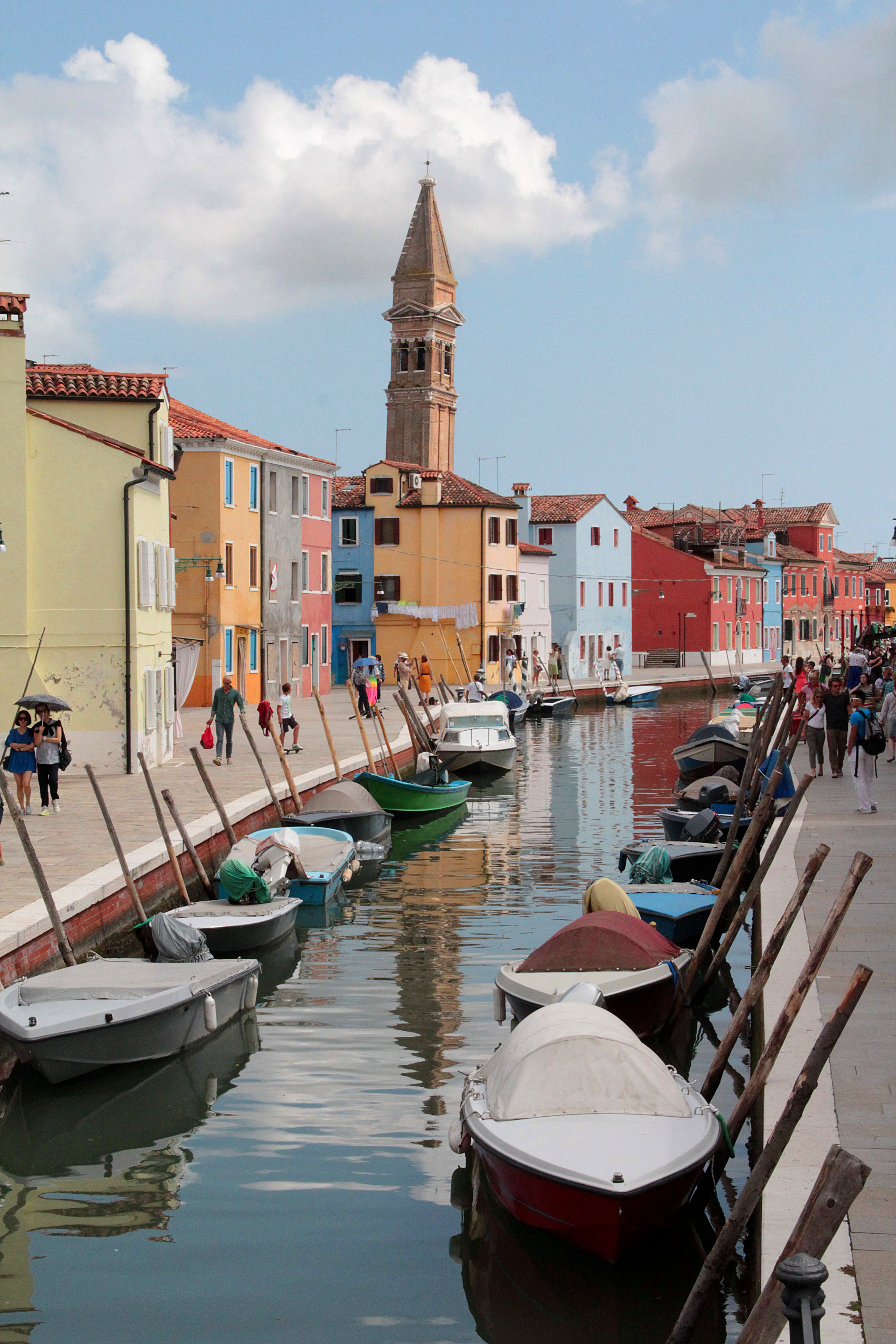
Der Rio della Giudecca wird von seinen farbenfrohen Häusern begrenzt.

Archäologische Grabungen haben seit 1961 belegen können, dass Burano bereits im 1. Jahrhundert v. Chr. besiedelt war, während 5 km entfernt, auf dem Festland, die Stadt Altinum zum Zentrum der Region avanciert war. So wurden am Nordufer des Canale di Burano hölzerne Strukturen entdeckt. Hinzu kamen Strukturen am Kanal zwischen Burano und Mazzorbo, dann an der „darsena della Giudecca“ genannten Stelle, die von hoher Kontinuität war. Die Baulichkeiten wurden, so Ernesto Canal, im 1. bis 2. Jahrhundert, dann erneut, getrennt durch einen „Hiatus“, im 9. bis 12. Jahrhundert genutzt. Etwas südlich von Burano, in den Palude di S. Caterina - S. Francesco, fand sich, ebenfalls im 1. Jahrhundert v. Chr. einsetzend und bis ins 2. Jahrhundert reichend, eine römische Siedlung, die aus etwa 40 Häusern bestand. Sie liegt heute etwa 2,5 m unter dem Meeresspiegel. In dieser Epoche zwischen dem 2. Jahrhundert v. Chr. und dem 3./4. Jahrhundert n. Chr. lag der Meeresspiegel sehr viel tiefer, so dass Teile der Lagune zu Festland wurden, die heute als Palude oder Barene bezeichnet werden. Zahlreiche größere Villen reihten sich an einigen der Kanäle, während die meisten Gebäude eher bescheidene Maße hatten. Im 4. Jahrhundert machte das ansteigende Meerwasser eine Fortsetzung der Besiedlung unmöglich; der Anstieg blieb der stärkste des 1. und 2. Jahrtausends. Auf Burano selbst fand sich im Zuge einer Fundamentausbesserung eine Münze aus der Zeit Konstantins I. sowie unterhalb des Glockenturms in 7 m Tiefe eine Münze des Kaisers Commodus für Bruttia Crispina. In den Salzmarschen südlich von Burano fanden sich Überreste von Wegen und Straßen, so auch ein 250 m langer und 4 m breiter Abschnitt in 1,8 m Tiefe in den Palude di Burano, aber auch große Mengen von Amphoren. Am Ufer des Canale Pessaora di S. Erasmo, ebenfalls Teil der Vorgängersiedlung des heutigen Burano, fanden sich Fragmente attischer Keramik aus dem 6. Jahrhundert v. Chr., aber auch eine wohl römische Bronzestatuette.
Zu erneuten Ansiedlungen kam es erst wieder im 7. und 8. Jahrhundert, als der absinkende Meeresspiegel dies wieder zuließ. Dabei wurden nunmehr die in der Antike ab dem 2. Jahrhundert, bei bereits angestiegenem Meeresspiegel, weiterhin landwirtschaftlich genutzten Gebiete besiedelt, während die römischen Siedlungsgebiete gemieden wurden. Mit jeder Phase steigenden Meeresspiegels wanderten die Lagunenbewohner des Nordens aufs Festland ab, bei sinkendem Spiegel setzte die Siedlungstätigkeit auf den Inseln von dort her wieder ein. Die legendenhafte Überlieferung, nach der die Buranesen ihre Siedlung, die Burano da Terra genannt wurde, und die sich in den heutigen Paludi, vor allem im Palude di S. Erasmo befand, im Jahr 959 verlassen mussten, erhält vor diesem Hintergrund ihre historische Berechtigung. Die Buranesen mussten ihre Siedlung aufgeben, um vor dem ansteigenden Meer zurückzuweichen, und sich an nördlicherer Stelle wieder anzusiedeln, dort, wo sich heute Burano befindet. Zugleich ließ sich für diese Zeit eine 958 wiederhergestellte Saline nachweisen, die wohl aus dem 8. oder 9. Jahrhundert stammte. Damit ist Arcones, auch Vetere genannt, die älteste nachweisbare Saline in der Lagune.

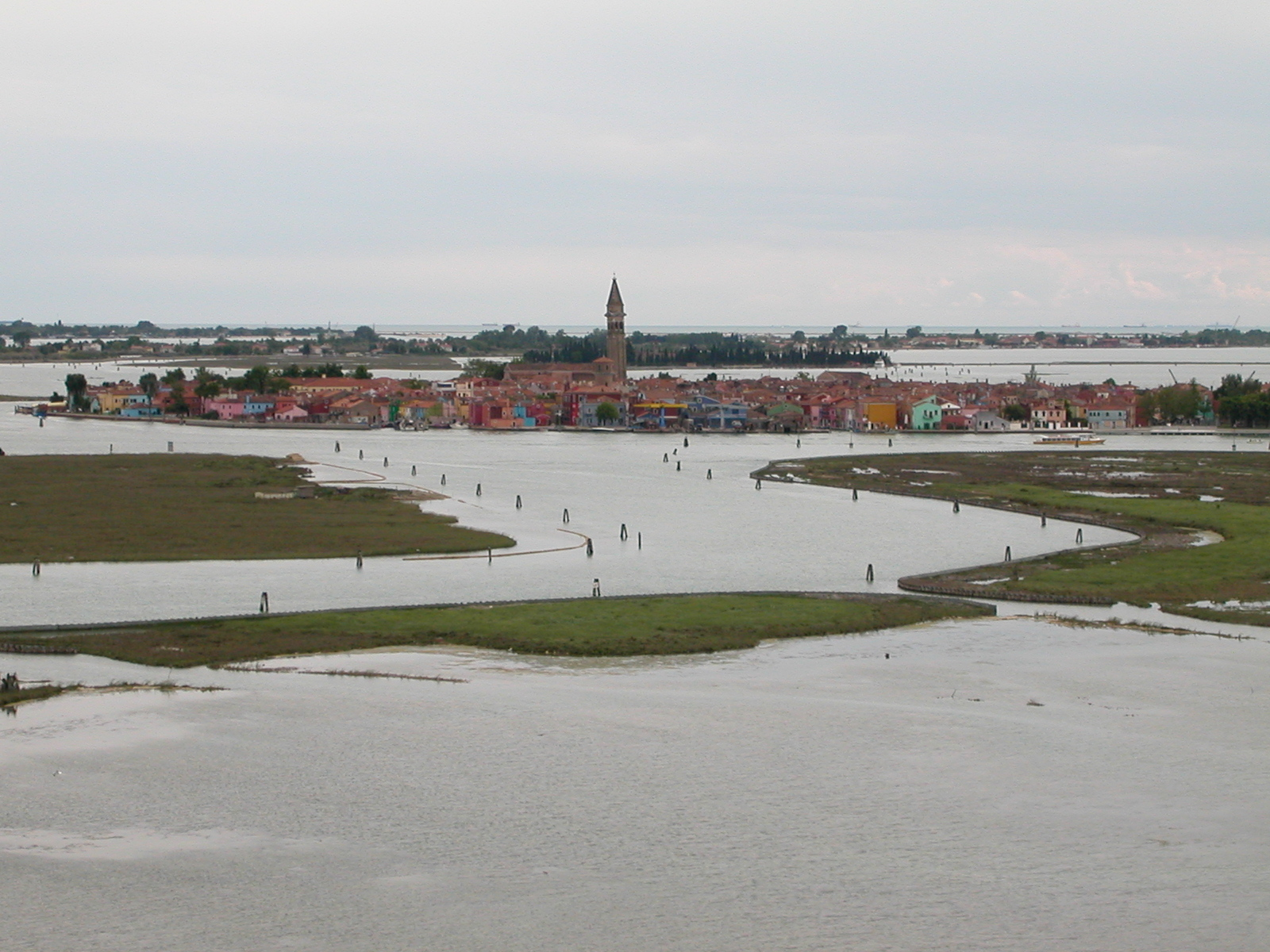
Blick von Torcellos Campanile ostwärts auf Burano

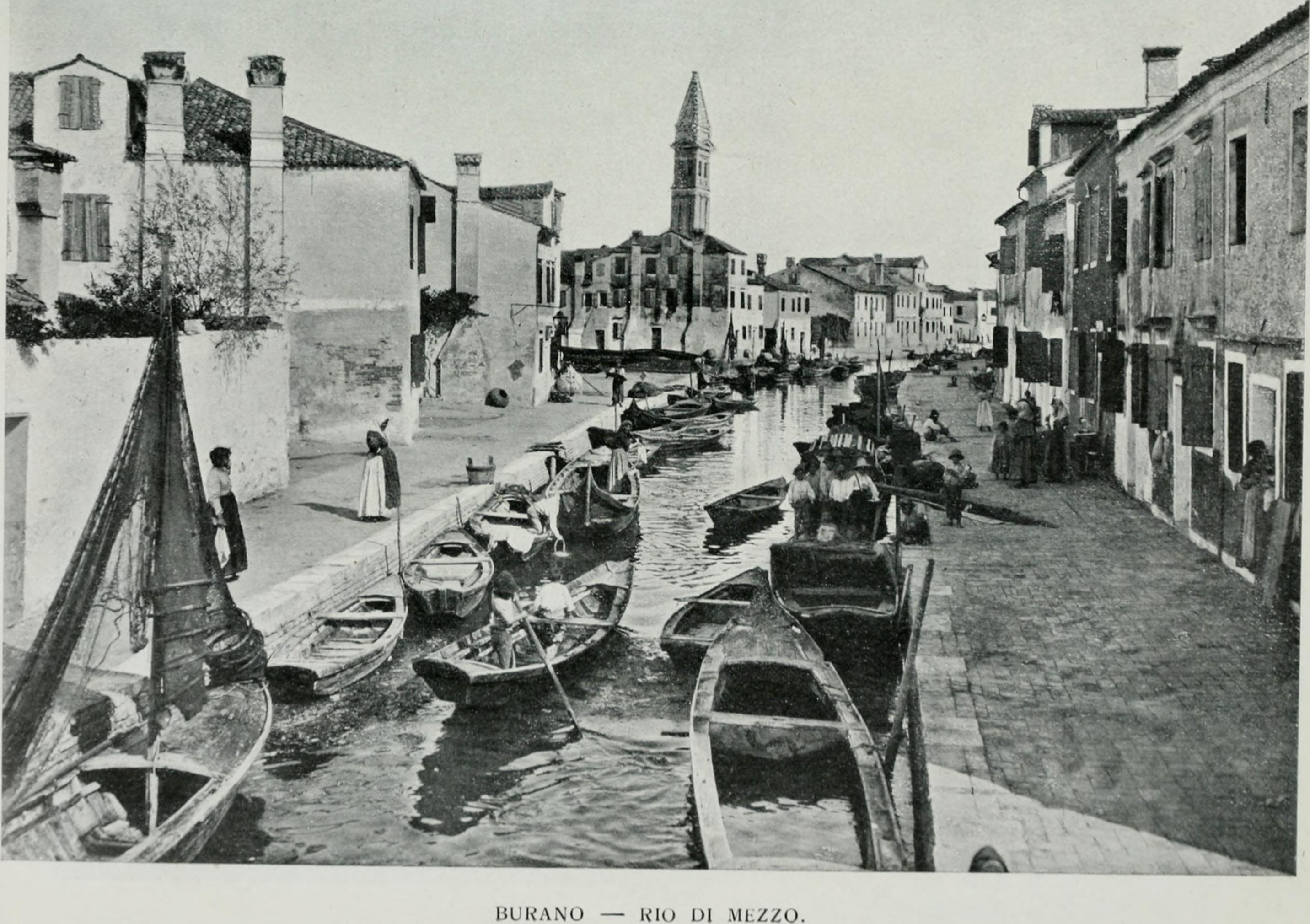
Am Rio di Mezzo, Fotografie (Pompeo Molmenti, Dino Mantovani: Le isole della laguna veneta, Venedig 1904, S. 113)

Burano, erstmals in einer Quelle im Jahr 840 erwähnt, nämlich im Pactum Lotharii, war, folgt man den Schriftquellen, bis in das Spätmittelalter eine eher wenig bedeutende Fischerinsel. Ihre Verwaltung erfolgte lange Zeit durch den Podestà von Torcello. Dabei war die Insel eine Contrada, eine Gemeinde Venedigs. Der erste Podestà war Martino Cappello (1247). Burano war zu dieser Zeit nicht nur von geringerer Bedeutung als Torcello, sondern auch als Mazzorbo, wenn man die Zahl der Osterie betrachtet, von denen dort fünf bestanden, auf Burano hingegen nur eine einzige.
Bereits im 13. Jahrhundert bestand immerhin der 40-köpfige Consiglio della Magnifica Comunità di Burano, in dem die einflussreichsten Männer versammelt waren, die mindestens 25 Jahre alt sein mussten. 1256 wurde zur Kontrolle über die kommunalen Einnahmen ein Gremium eingesetzt, die Governatori alle Entrate. 1342 wurde die Podesteria von Torcello in fünf Teile aufgeteilt, von denen zwei Torcello umfassten, zwei weitere Mazzorbo sowie eine Burano. 1378 unterstützte die Insel, wie ihre Nachbarn, Vettor Pisani im Kampf gegen die Genuesen, die in die Lagune eingedrungen waren.
Im 15. Jahrhundert weist eine Reihe von Beschlüssen zum Lebensmittelhandel auf eine Zeit wachsenden Handels hin. Doch noch 1419 wurden die Kosten für Bau und Erhaltung von Wegen und Brücken zwischen Torcello, Mazzorbo und Burano im Verhältnis 6 zu 3 zu 1 aufgeteilt. Zwischen 1427 und 1474 verfügte Burano über Armbrustschützen (balestrieri) und eine Art Miliz. 50 Buranesen wurden 1479 für die Verteidigung des albanischen Scutari gegen die Osmanen einberufen.
Ende des 15. Jahrhunderts war Burano eine erstarkende Konkurrenz für das privilegierte Torcello, das zudem zunehmend mit Versumpfung zu kämpfen hatte. Mazzorbo und Burano forderten die gleichen Rechte wie Torcello, dessen Podestà bald nach Burano umzog. Dabei achtete man in Venedig sorgsam auf die natürlichen Ressourcen. So sollten die Fischer Buranos darauf achten, dass sie nicht die Ausrottung der Fischbestände riskierten (S. 266). Auch auf dem Gebiet von Bildung und Wohlfahrt entwickelte sich die Insel, worauf die Gründung der Accademia letteraria degli Assicurati ebenso hinweist, wie die der Fraterna dei Poveri, die Bruderschaft der Armen, oder die Opera Pia delle Donzelle Periclitanti.

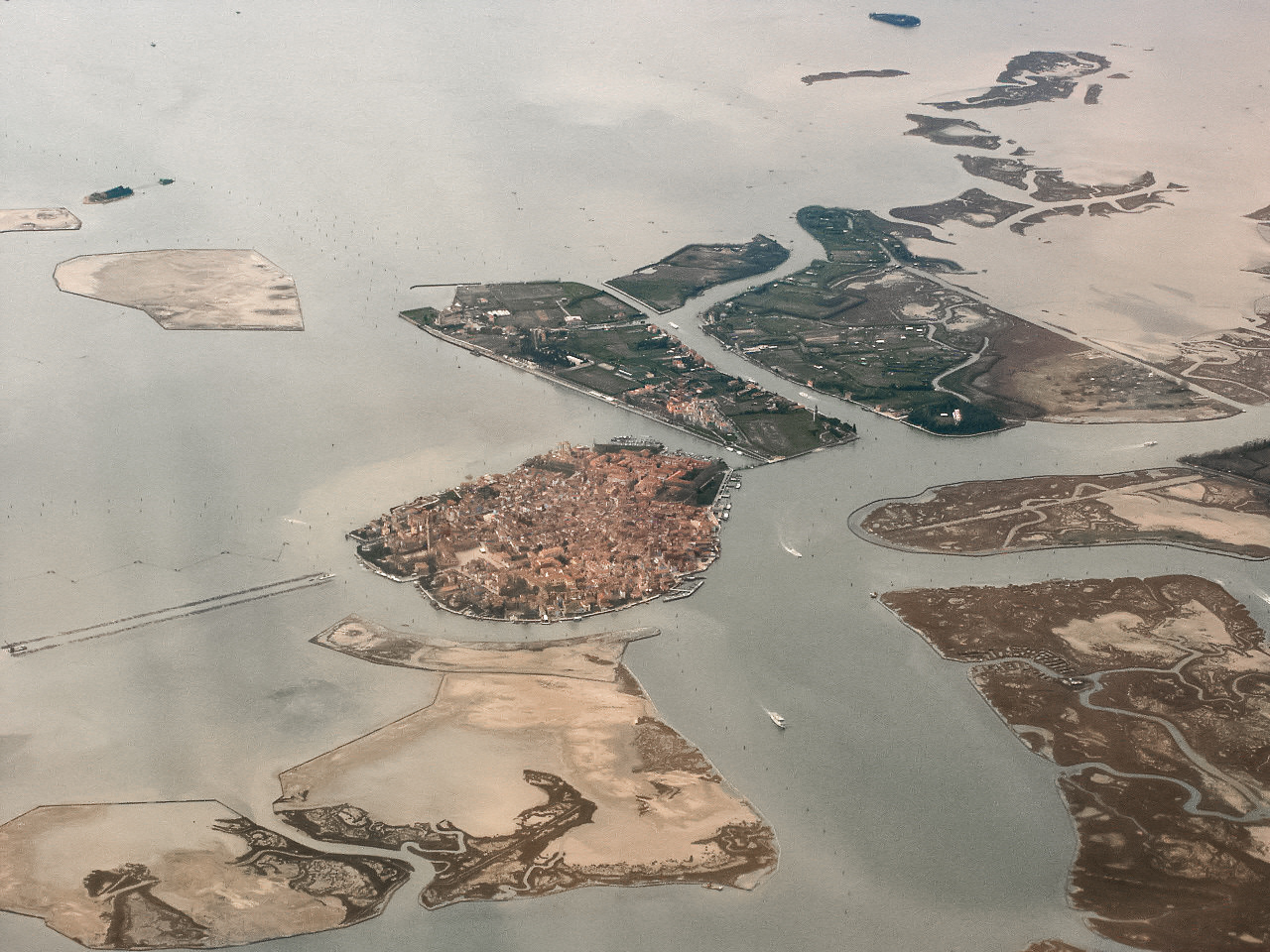
Das Luftbild von 2003 zeigt die extrem unterschiedliche Bebauung von Burano und Mazzorbo, erst recht der Nachbarinseln, wie Madonna del Monte, Mazzorbetto oder die Isola dei Laghi (Blick nach Westen)

Die wachsende Einwohnerzahl schlug sich darin nieder, dass immer mehr Buranesen für die Kriegseinsätze angefordert wurden. Waren es 1537 noch 79 Männer, so stieg deren Zahl 1570 auf 230 an. Torcello hingegen musste nur noch 15 Männer stellen, Mazzorbo gar 12. Dabei wurden bald auch Gefangene zum Galeerendienst gepresst, was zunächst nur in Kriegszeiten Anwendung fand, bald aber zur Dauereinrichtung wurde. Inzwischen weigerte sich der Podestà unter einer Vielzahl von Vorwänden, in das immer unbewohnbarer werdende Torcello zurückzukehren. Zugleich wurde das benachbarte Mazzorbo nach und nach ausgeplündert, so dass 1550 Überlegungen angestellt wurden, ob es nicht sinnvoller sei, das für den Wiederaufbau Mazzorbos vorgesehene Geld anderweitig einzusetzen. 1615 erklärte ein Dekret Torcello für unbewohnbar, die Nonnen auf Mazzorbo lebten unter erbärmlichen Bedingungen. Dennoch bestand Venedig als Residenzort des Podestà noch bis Ende des 17. Jahrhunderts auf Torcello, dessen Bewohner derweil zunehmend nach Burano abwanderten. Dessen Haupteinnahmequelle, der Fischfang, wurde zunehmend im Interesse der Kernstadt reguliert. So durften die Buranesen im 16. Jahrhundert ihren Fisch ausschließlich auf der Insel selbst oder dem Rialtomarkt zum Verkauf anbieten; auf das Festland durfte nichts mehr verkauft werden. Dabei blühte der Schmuggel, insbesondere mit Wein.

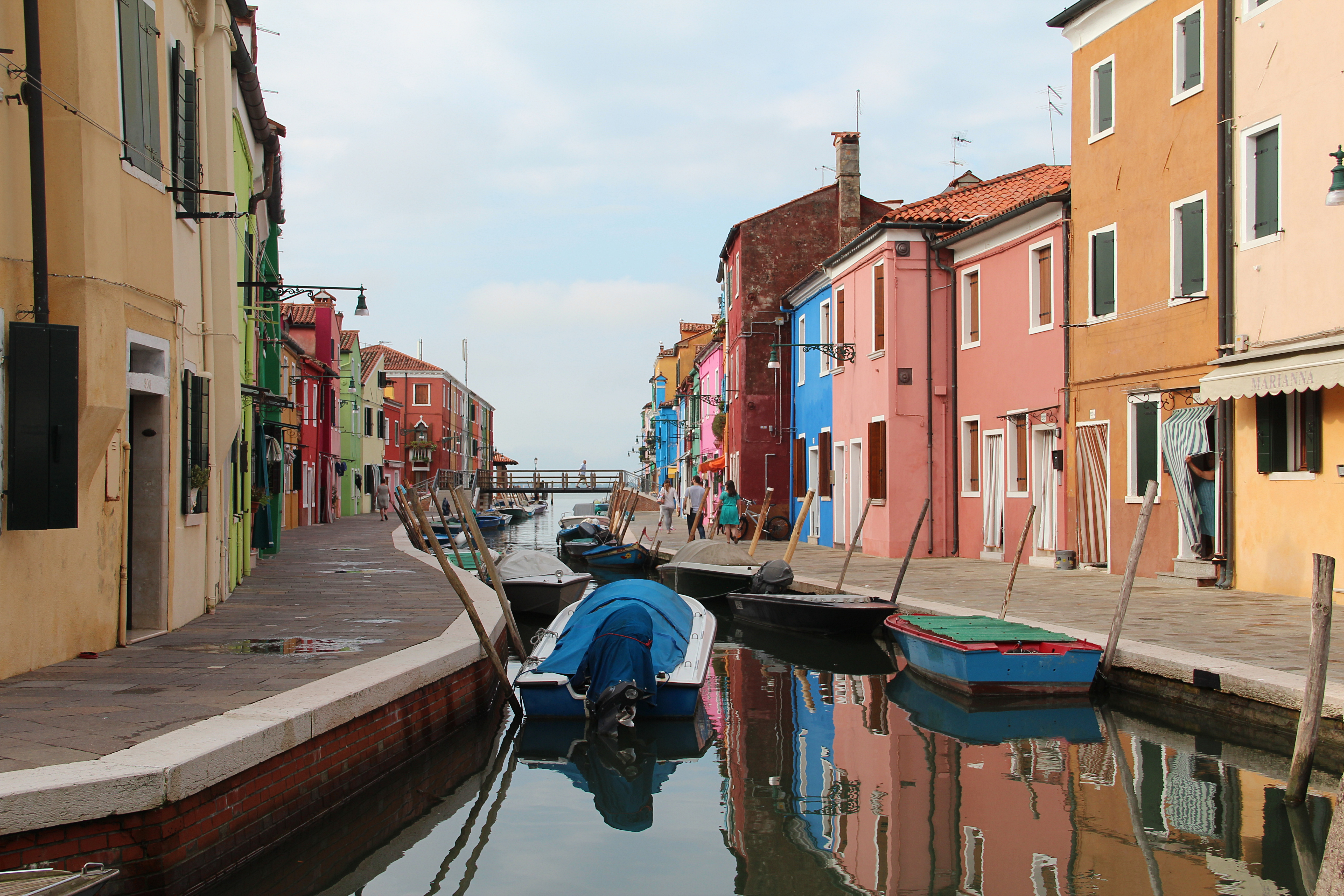
Fondamenta di Calo Moleca, Rio San Mauro und Fondamenta Cavanella.

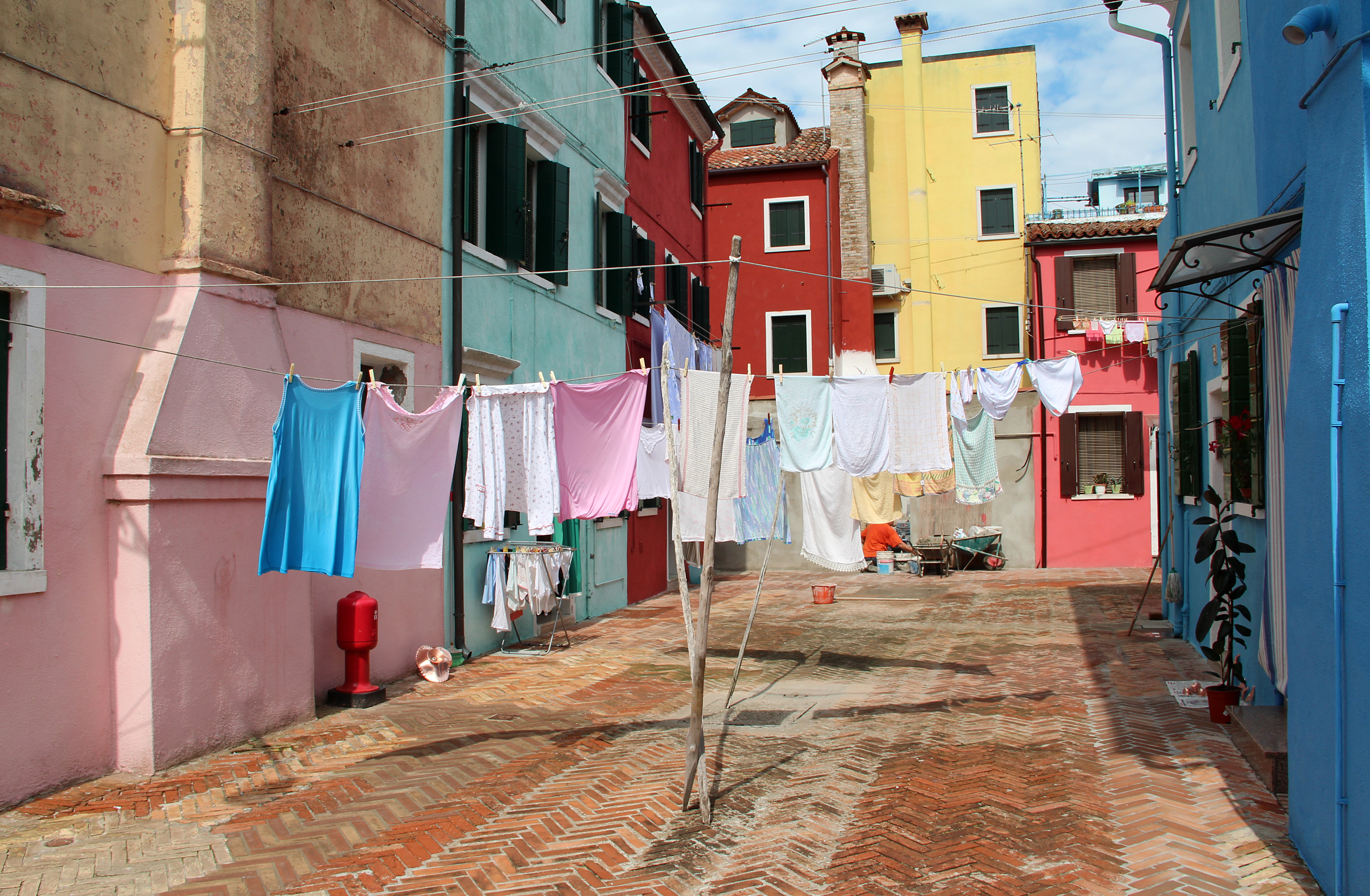
Corte Bortoloni (typischer kleiner Innenhof) in Burano.

Inzwischen lebten 2500 bis 3000 Menschen auf Burano, verteilt auf etwa 700 Häuser. Dabei ragte wirtschaftlich nur die Familie Michiel mit ihren Weingärten aus den eher armen Familien heraus, daneben ein Zuanne dei Rossi mit seinen zehn Häusern. Die Bewohner waren allesamt arme Fischer, abgesehen vom Priester, dem Organisten und dem Gastalden der Fischer. Daneben taucht 1553 in den Quellen ein „Medicus“ auf. Venedig betrachtete die Sicherheitslage als so kritisch, dass Burano in vier Quartiere aufgeteilt wurde, die bei Todesstrafe nachts nicht per Boot verlassen werden durften. Der weitere Anstieg der Bevölkerung zeigt sich darin, dass mindestens fünf Feilbäckereien (pistorie) vorgesehen waren, da die bisher bestehenden zwei Bäckereien nicht mehr ausreichten. 1663 bestand auf Burano neben diesen Bäckereien ein Mehlspeicher, aber auch Reserven für Öl, Wein und Trinkwasser. Zugleich stieg die Nachfrage nach Seemännern und Arbeitern für das Arsenal, wo die Schiffe gebaut wurden.
Im 18. Jahrhundert trat das ein, was die Behörden hatten verhindern wollen, nämlich die Überfischung der Gewässer. Diese hatte ihre Ursache in der Übervölkerung der Insel. Der Schmuggel von Wein, Öl, Mehl und Getreide nahm erneut stark zu. So beklagte der Senat 1773 nicht nur die schlechte Zahlungsmoral, sondern auch die ungeordneten Zustände. Besonders der Versorgung der Kranken, aber auch der Abwehr von Epidemien aus Ost und West, widmeten sich die Uffici Sanitari di Levante (auf Burano und Lignano) sowie di Ponente (zwischen Lido und Chioggia). Ab Mitte des 18. Jahrhunderts ging die Bevölkerungszahl langsam zurück.
Mit der Besetzung der Republik Venedig durch Napoleon wurde aus Burano eine comune, die einem Distrikt angehörte. Die kirchlichen Institute wurden aufgelöst, was die Insel in größte wirtschaftliche Schwierigkeiten brachte.
Die Männer von Burano lebten weiterhin von der Fischerei, während die Frauen vom 16. bis zum Ende des 18. Jahrhunderts von der Spitzenstickerei lebten. Die Spitzenschule Scuola di Merletti belebte dieses Handwerk in Burano wieder und schuf ab 1872 meisterliche Kopien und Nachschöpfungen alter Nadeltechniken. 1885 wurde der Kanal zugeschüttet, auf dem sich heute die Via Baldassare Galuppi befindet.
Die forcierte Industrialisierung auf dem angrenzenden Festland (Mestre) machte die überkommenen Erwerbszweige bedeutungslos. Symptomatisch für die völlige Veränderung der Lebens- und Produktionsverhältnisse war die 1907 erfolgte Schließung der letzten Saline in der venezianischen Lagune, von San Felice bei Burano. Diese Salinen waren seit dem Frühmittelalter eines der wichtigsten Fundamente des venezianischen Vermögens. 1924 wurde Burano gegen den Widerstand der Bewohner formal der Großgemeinde Venedig zugeordnet.
1981 hatte die Insel noch 5208 Einwohner, die sich auf 1685 Familien in 1587 Unterkünften verteilten, von denen 67 leer standen. Während in Venedig nur wenige Wohnungen im Erdgeschoss auch bewohnt sind, ist dies auf Burano immer noch die Regel (S. 16); die Zahl der Ein-Personen-Haushalte lag bei 105. Zwischen 1962 und den späten 1970er Jahren hatten mehr als tausend Bewohner die Insel verlassen. 70,5 % der Häuser waren Eigentum der Bewohner, die übrigen waren Mietwohnungen oder -häuser. Im Jahr 2001 zählte man noch 3267 Einwohner.

## Die Nadelspitzen von Burano

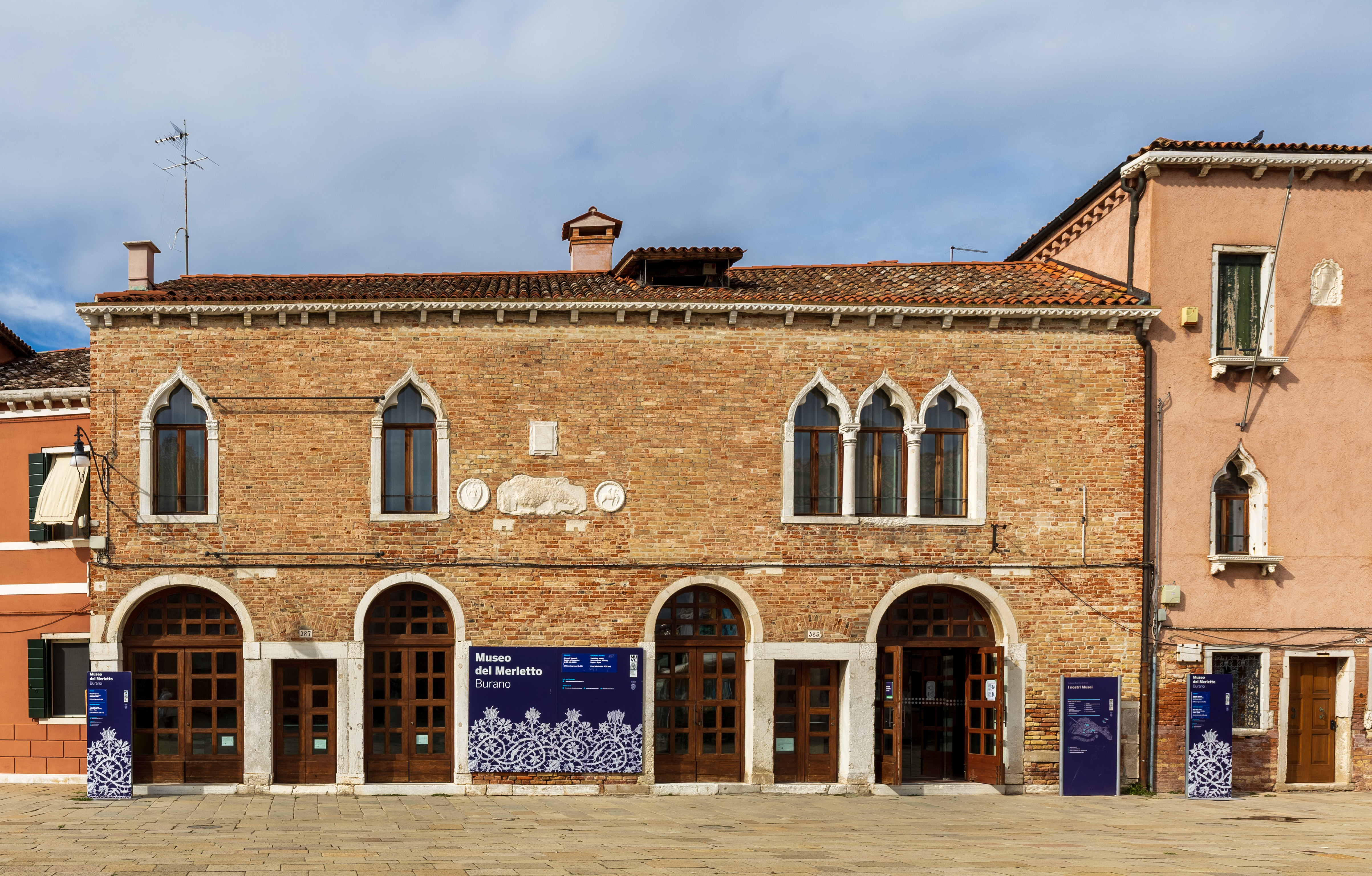
Das Museo di Merletto Burano

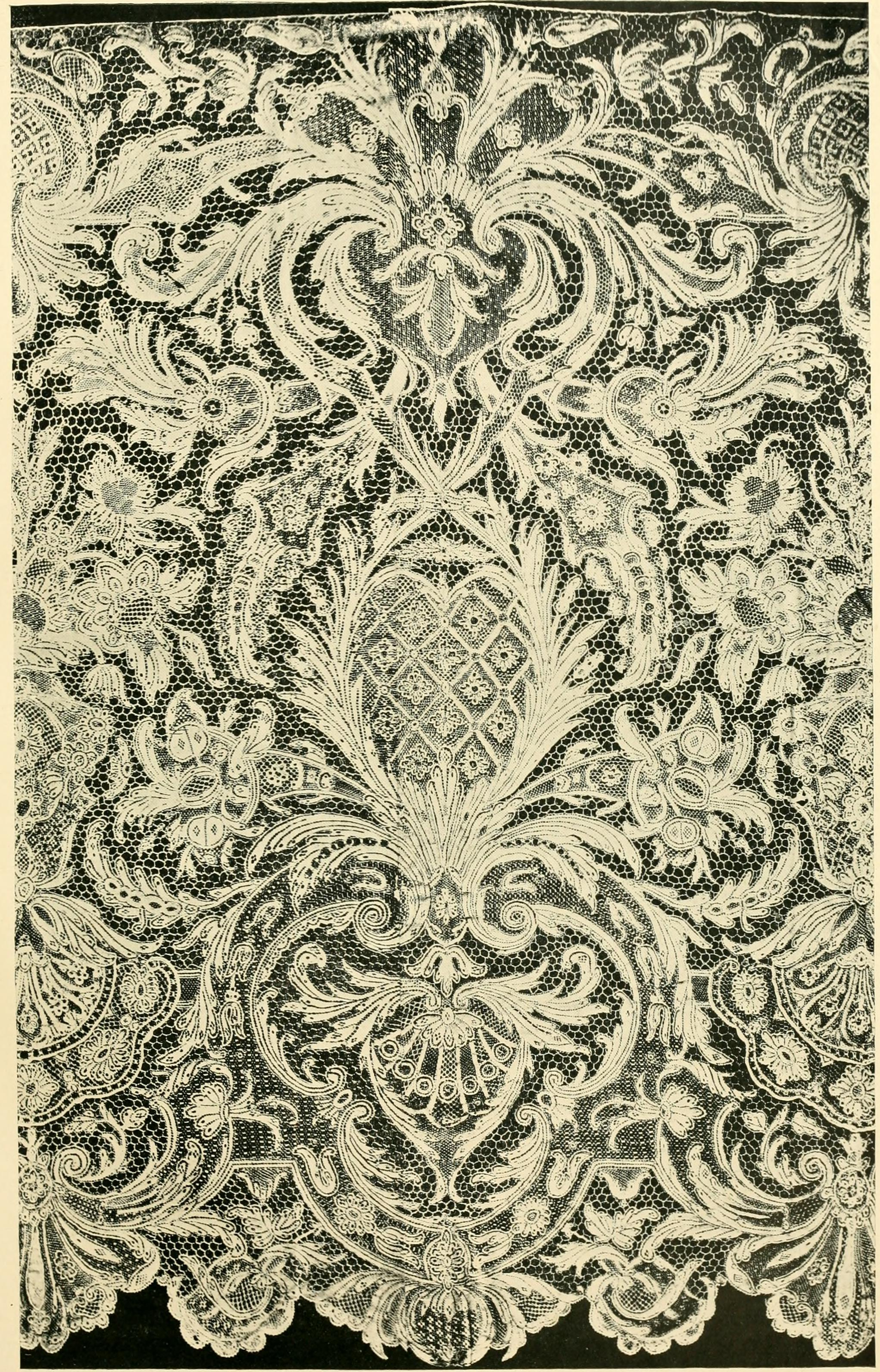
Beispiel einer Buraner Spitze, um 1900

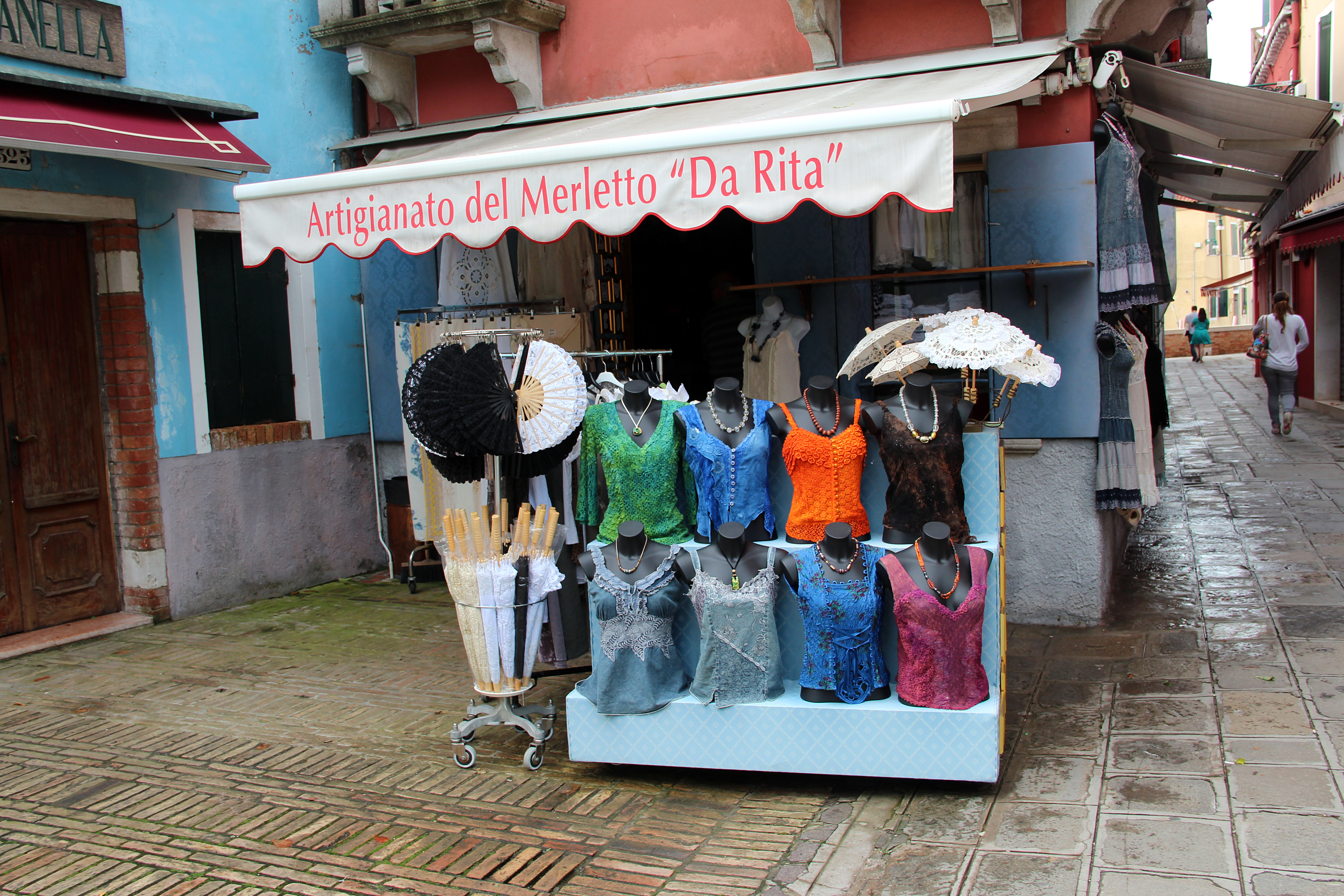
Handwerklicher Spitzenladen in Burano.

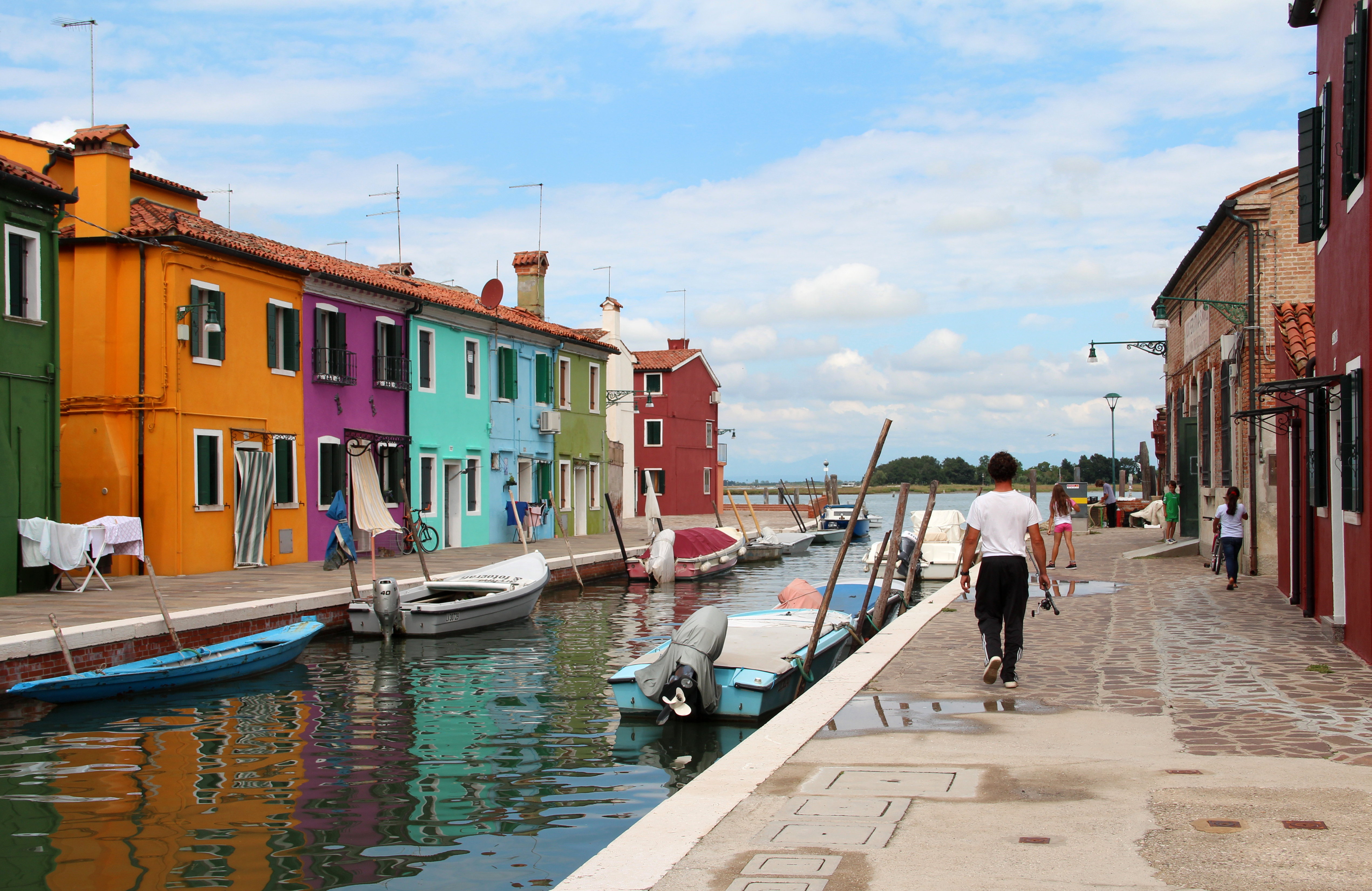
Fondamenta Cao di Rio a sinistra, Rio Terranova und Fondamenta Cao di Rio a destra.

Die Spitzenstickerinnen von Burano stellten seit dem 16. Jahrhundert Spitzen in der aufwendigen Nadelspitzen-Technik Reticella her. Grundlage der Nadelspitze ist der mit der Nähnadel und dem Leinenfaden ausgeführte einfache Schlingstich (=point noué, punto a festone a stuora), der die dichten festen Formen der geometrischen Reticella ermöglicht.
Reticella ist eine Doppeldurchbrucharbeit und Nadelspitze (= Nähspitze) mit geometrischem Muster. Bei dem Doppeldurchbruch werden Kett- und Schussfäden aus dem Leinen ausgezogen oder Flächen ausgeschnitten, um offene Felder im Leinenstoff zu schaffen. Doppeldurchbrucharbeit (= point coupé = punto tagliato) bezeichnet demgemäß eine durchbrochene Leinenstickerei mit geschnittenem Leinwandgrund.
Bei der Reticella werden aus einem leinwandbindig gewebten Stoff im Doppeldurchbruch Fäden ausgezogen und die so entstandenen Stege mit Knopflochstich umstickt, die Löcher mit diagonalen Fäden ausgefüllt, die wiederum umstickt werden. Wenn so viele Fäden ausgezogen werden, dass von dem Grundstoff fast nichts übrigbleibt, nähert man sich der Punto in Aria (ital.: Stickerei in der Luft). Punto in Aria (zuerst im Jahr 1554 erwähnt) bezeichnet die losgelöst von dem streng gebundenen Leinengewebe frei auf der Pergamentunterlage genähte Spitze. Bei der Nadelspitze wird das Muster auf Pergament gezeichnet, dann werden Fäden entlang der Zeichnung gespannt, die die Grundlage der Spitze bilden. Dieses Grundgitter wird dann zumeist mit dem Knopflochstich umstickt, weitere Verbindungsfäden werden gezogen und die Flächen dazwischen teilweise ausgefüllt. Zuweilen werden zusätzlich dickere Fäden gelegt und umstickt, um eine reliefierte Oberfläche zu erreichen. Nach der Fertigstellung der Nadelspitze wird das Pergament entfernt. Die Nadelspitze wurde im 17. und 18. Jahrhundert für die Füllmuster (rempli und modes) und den Steg- und Maschengrund verwendet.
Das Charakteristische für die frühe Doppeldurchbrucharbeit im 16. – 17. Jahrhundert ist das regelmäßige quadratische Gerüst von Leinenfäden, in das Muster eingearbeitet wurden. Die Entwicklung der Doppeldurchbrucharbeit führte später zur Loslösung von der zuvor verwendeten Leinwand und damit zur Befreiung von der Einteilung in Quadrate, die ein freies Muster behinderten. Man vergrößerte die Quadrate, überspannte die großen leeren Flächen mit Diagonalfäden zu einem Strahlenmuster und verwendete eine Fülle von Motiven für diese Netze. Dadurch wurde die Reticella möglich. Die Wandlung von Durchbrucharbeit zu freihändiger Spitze vollzog sich in der ersten Hälfte des 16. Jahrhunderts.
Burano bezeichnet in der 2. Hälfte des 18. Jahrhunderts eine in gelblicher Seide ausgeführte flache Grundspitze mit kleiner viereckiger Masche, dichtem toilé mit portes und sparsam verwendeten einfachen Ziernetzen. Das Muster hat als Nachklang der barocken Ranke lange dünne Voluten mit kleinen Blättern und Blüten. Bei der Grundspitze liegt das Muster der Spitze in einem regelmäßigen Maschennetz aus verschieden geformten kleinen regelmäßigen Maschen, Netzgrund (= Réseau) genannt. Portes sind kleine zu Mustern ausgesparte Öffnungen im fond (= ausgenähter Bereich des Musters) der Nadelspitze.
Die Burano Nadelspitze wurde am Ende des 18. Jahrhunderts in Buranoleinen mit quergearbeiteten Grund in Nachahmung von Alençon gearbeitet. Das Buranoleinen war ein besonders lockeres Leinengewebe. Alençon war eine genähte Grundspitze mit reicher Verwendung von Ziernetzen (modes) und zartem Relief. Punto di Burano wurde zuerst 1792 in der Gazetta Veneta genannt.
Die Nadelspitzen im typischen Burano-Stich wurden zu hohen Preisen exportiert und führten bis zum Ende des 18. Jahrhunderts zu einer wirtschaftlichen Blütezeit, die durch die Einführung neuer Verfahren zur Herstellung von Spitzen beendet wurde.
Mitte des 19. Jahrhunderts war die Kunst der Spitzenstickerinnen von Burano dem Vergessen preisgegeben. Nur eine alte Frau kannte noch die durch persönliche Tradition von Generation zu Generation überlieferte Arbeitsweise. Da gründeten vornehme Italienerinnen 1872 in Burano die Spitzenschule Scuola di Merletti, in der die Technik des punto in aria, des luftigen Stichs, für die kunstvollen Ornamente tradiert und weitergegeben wurde. Die Spitzenschule stand unter dem Protektorat der italienischen Königin und schuf meisterliche Kopien und Nachschöpfungen aller Nadeltechniken. Auf der Triennale in Mailand 1940 wurden die Nadelspitzen aus den Buraner Schulen und Werkstätten in bewunderungswürdiger Qualität ausgestellt.

## Sehenswürdigkeiten

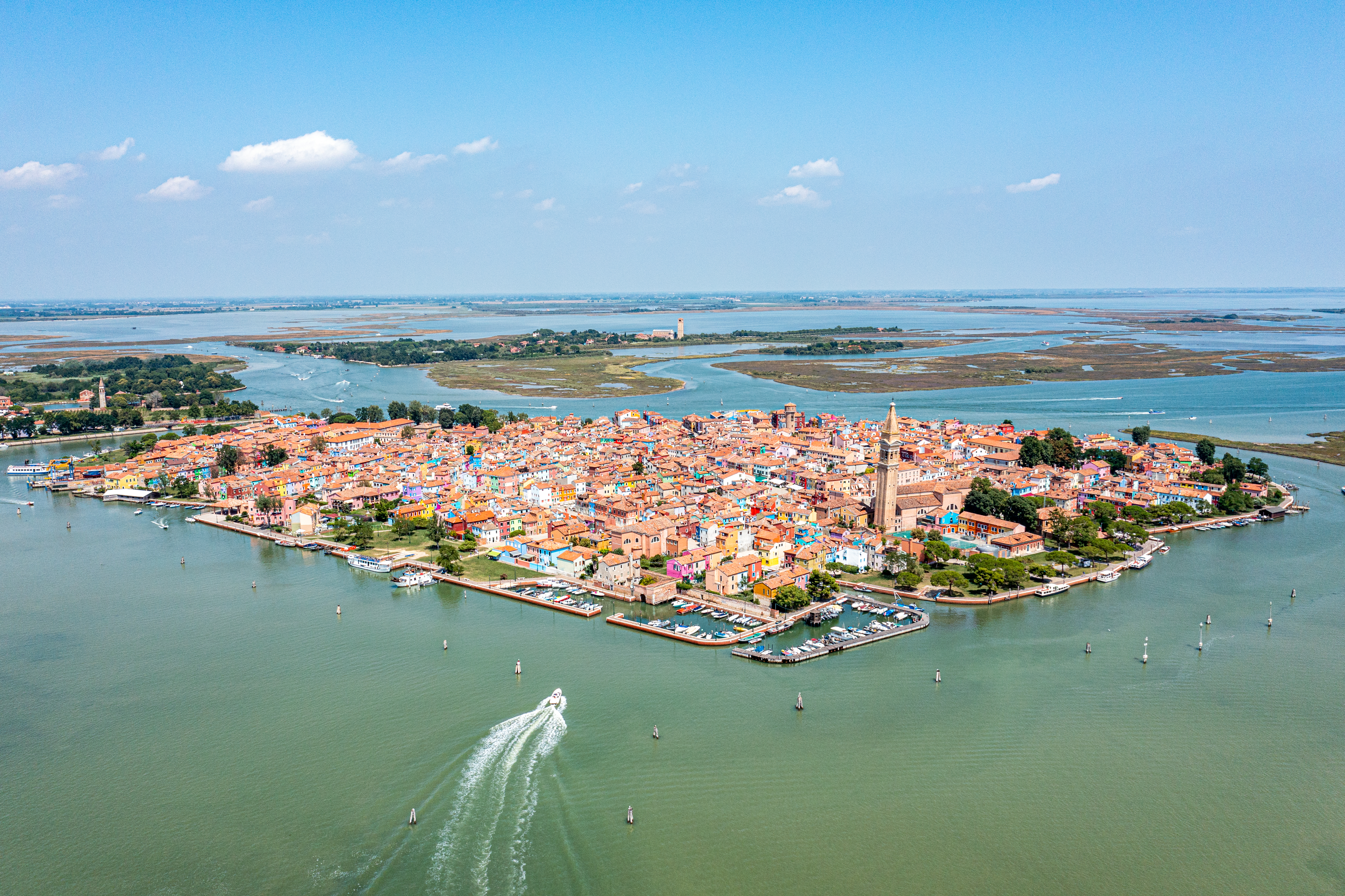
Blick über die Insel Burano, Aug. 2021

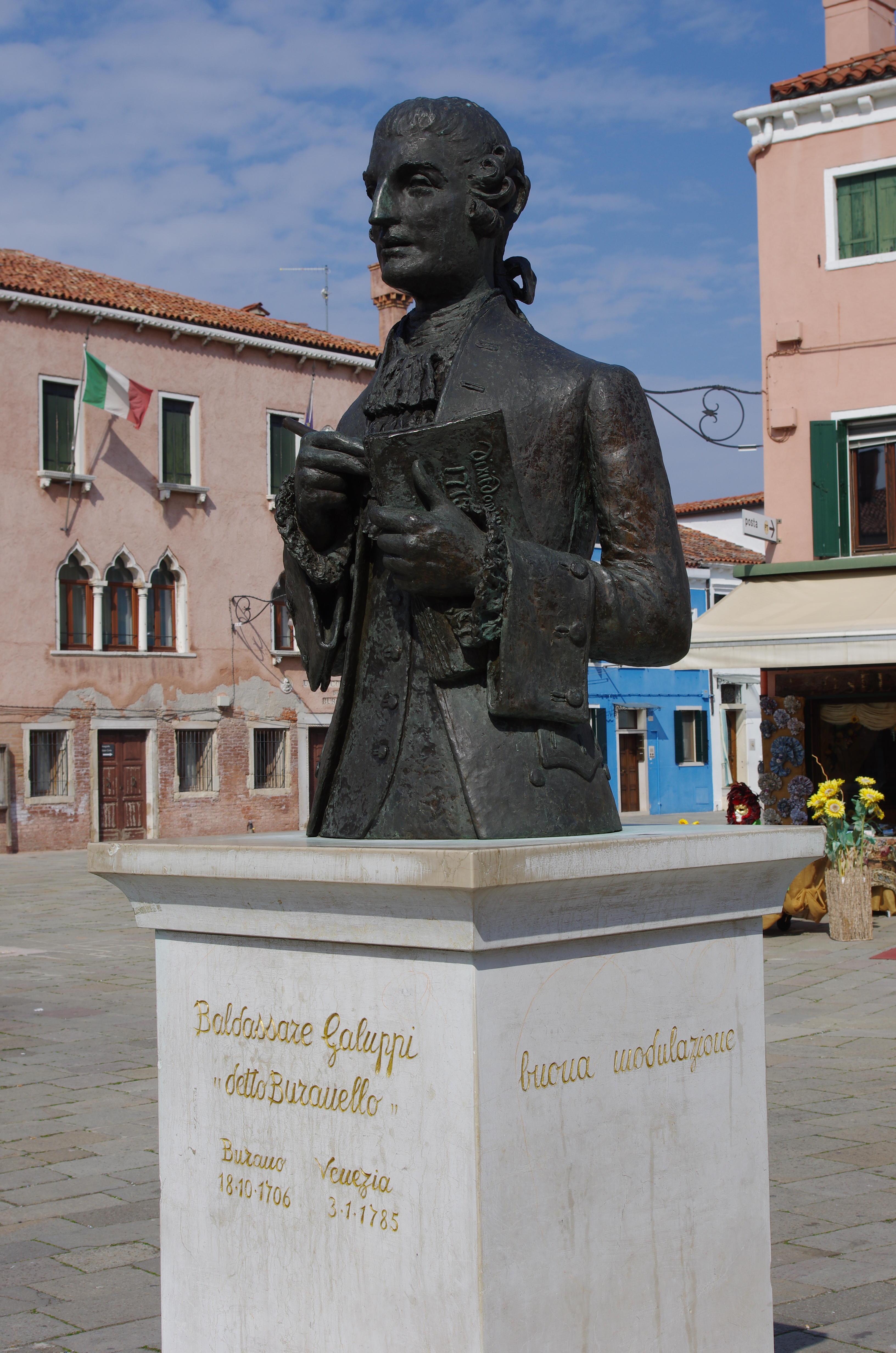
Galuppi-Denkmal

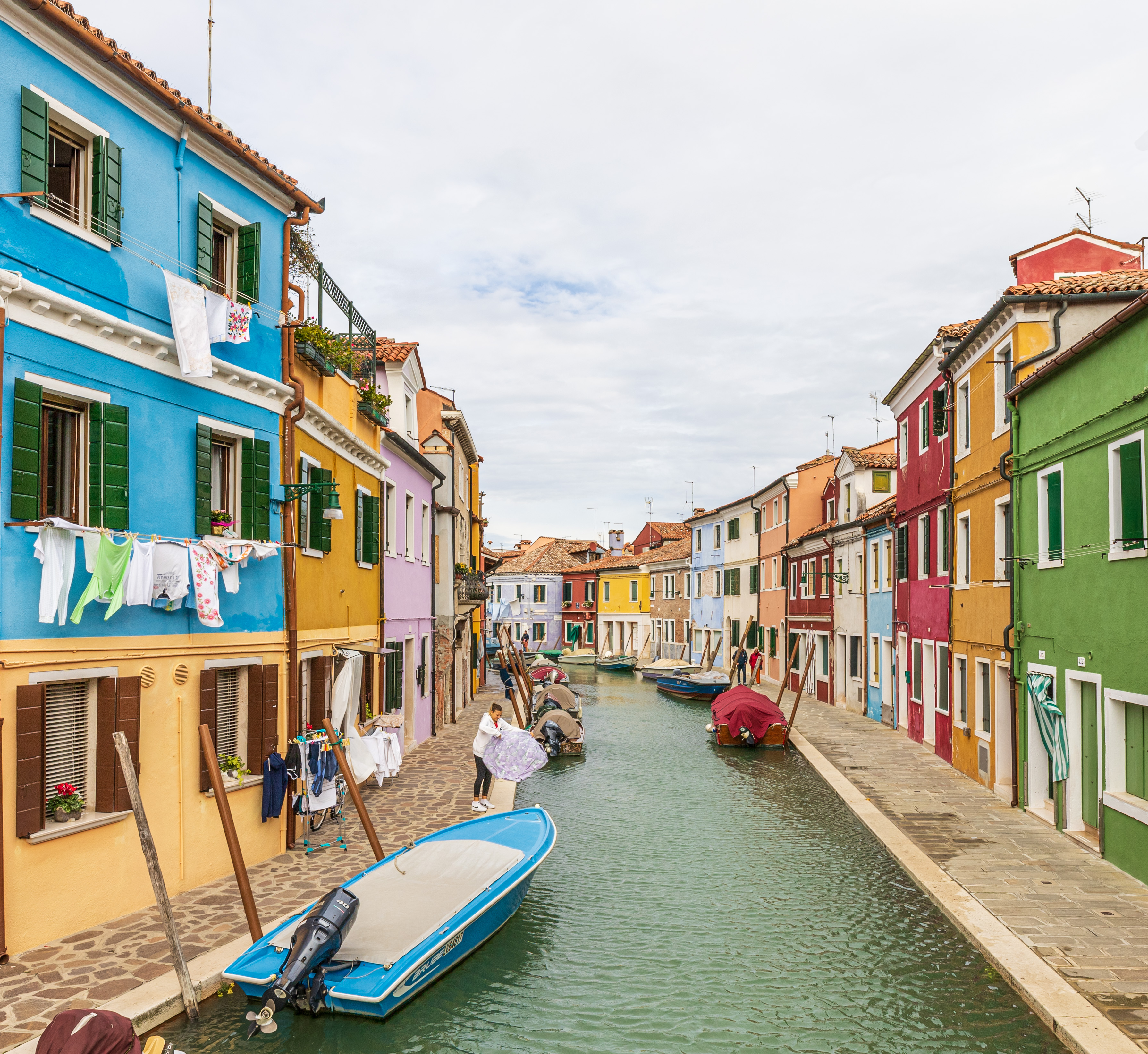
Am Rio Pontinello

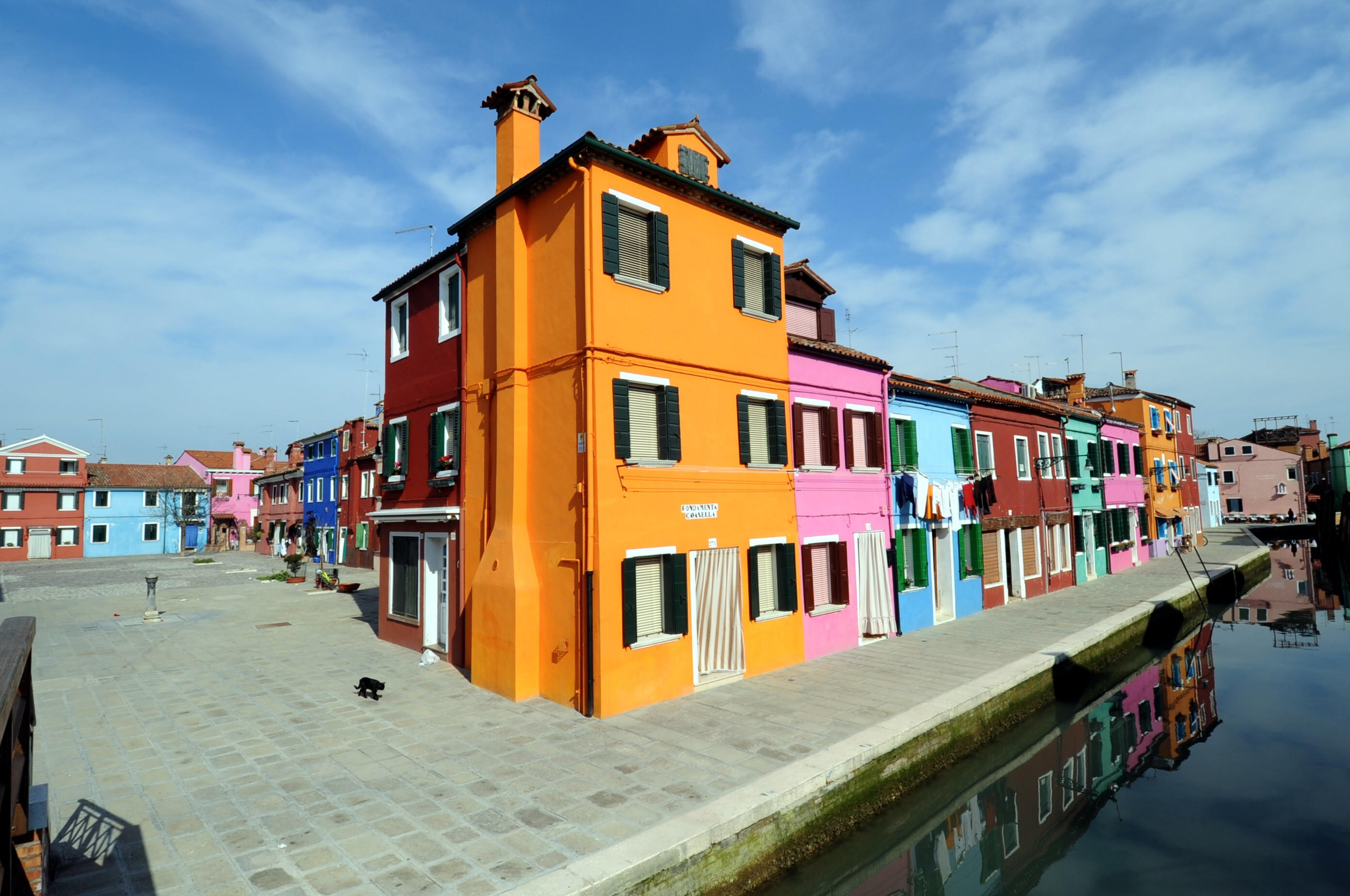
Bunte Häuser sind typisch für Burano

Die Scuola di Merletti besteht noch an der Piazza Galuppi und stellt dort in dem Museo del Merletto echte Burano-Spitzen aus, die noch heute ein teures Luxusgut sind. Im Gegensatz dazu werden in vielen kleinen Geschäften der Insel Spitzen aus Asien angeboten, die in keiner Weise der echten Burano-Spitze entsprechen.
Typisch für Burano sind die vielen kleinen in jeweils einer zu den Nachbarhäusern kontrastierenden kräftigen Farbe gestrichenen Fischerhäuser, die sich in den Kanälen spiegeln und die die Individualität der jeweiligen Hausbesitzer betonen. Die kuriose Farbenpracht zieht viele Maler und Fotografen auf die Insel.
Ein Denkmal erinnert auf der Piazza Baldassare Galuppi an den italienischen Komponisten Baldassare Galuppi, der am 18. Oktober 1706 in Burano geboren ist.
Der schiefe Campanile der Kirche San Martino an der Piazza Galuppi ist schon von weitem zu sehen. Sie birgt eine Kreuzigungsszene von Giovanni Battista Tiepolo.

## Personen
- Giovanna Maria Farussi (1708–1776), Theaterschauspielerin und Mutter des italienischen Schriftstellers und Abenteurers Giacomo Casanova, auf Burano geboren
- Baldassare Galuppi (1706–1785), Komponist, auf Burano geboren

## Ortslegende
Die Legende erzählt, dass die Farbgebung der Häuser der Orientierung der Fischer diente, die bei Nebel oder nach durchzechter Nacht ihre Insel und ihr trautes Heim anhand der Farbe ausmachten.

## Film
- In der Lagune von Venedig – Burano und Torcello. Dokumentarfilm, Deutschland, 2006, 43:30 Min., Buch und Regie: Birgit Kienzle, Produktion: SWR, Erstsendung: 6. September 2006 bei SWR, Inhaltsangabe.